# Bert Romijn
Bert Romijn (ur. 22 sierpnia 1934 w Hadze, zm. 19 lipca 2018) – holenderski kolarz torowy, srebrny medalista mistrzostw świata.

## Kariera
Największy sukces w karierze Bert Romijn osiągnął w 1966 roku, kiedy zdobył srebrny medal w wyścigu ze startu zatrzymanego amatorów podczas mistrzostw świata we Frankfurcie. W zawodach tych wyprzedził go jedynie jego rodak Piet de Wit, a trzecie miejsce zajął Francuz Christian Giscos. Był to jedyny medal wywalczony przez Romijna na międzynarodowej imprezie tej rangi. Wielokrotnie zdobywał medale torowych mistrzostw kraju, ale nigdy nie zwyciężył. Nigdy też nie wystartował na igrzyskach olimpijskich.